# Пайн-Гарбор (Техас)
Пайн-Гарбор (англ. Pine Harbor) — переписна місцевість (CDP) в США, в окрузі Маріон штату Техас. Населення — 785 осіб (2020).

## Географія
Пайн-Гарбор розташований за координатами 32°46′11″ пн. ш. 94°29′55″ зх. д. / 32.76972° пн. ш. 94.49861° зх. д. (32.769598, -94.498729).  За даними Бюро перепису населення США в 2010 році переписна місцевість мала площу 11,74 км², з яких 8,63 км² — суходіл та 3,11 км² — водойми.

## Демографія
Згідно з переписом 2010 року, у переписній місцевості мешкало 810 осіб у 361 домогосподарстві у складі 225 родин. Густота населення становила 69 осіб/км².  Було 546 помешкань (47/км²).
Расовий склад населення:
| - 89,8 % — білих - 2,6 % — чорних або афроамериканців - 2,2 % — корінних американців - 2,2 % — осіб інших рас |

До двох чи більше рас належало 3,2 %. Частка іспаномовних становила 4,7 % від усіх жителів.
За віковим діапазоном населення розподілялося таким чином: 18,0 % — особи молодші 18 років, 62,0 % — особи у віці 18—64 років, 20,0 % — особи у віці 65 років та старші. Медіана віку мешканця становила 48,4 року. На 100 осіб жіночої статі у переписній місцевості припадало 92,9 чоловіків;  на 100 жінок у віці від 18 років та старших — 97,0 чоловіків також старших 18 років.
Середній дохід на одне домашнє господарство  становив 37 456 доларів США (медіана — 19 622), а середній дохід на одну сім'ю — 48 949 доларів (медіана — 28 068). За межею бідності перебувало 48,1 % осіб, у тому числі 90,5 % дітей у віці до 18 років та 8,8 % осіб у віці 65 років та старших.
Цивільне працевлаштоване населення становило 179 осіб. Основні галузі зайнятості: роздрібна торгівля — 24,6 %, освіта, охорона здоров'я та соціальна допомога — 20,1 %, виробництво — 13,4 %, мистецтво, розваги та відпочинок — 9,5 %.